# La Folie (álbum)
La Folie es el sexto álbum de estudio de la banda inglesa The Stranglers. Grabado y producido por Steve Churchyard y Tony Visconti en septiembre de 1981 en The Manor Studio (Oxfordshire, Inglaterra); y lanzado en noviembre de 1981 por el sello Liberty Records.

## Listado de canciones
1. "Non Stop" (2:29)
2. "Everybody Loves You When You're Dead" (2:41)
3. "Tramp" (3:04)
4. "Let Me Introduce You To The Family" (3:07)
5. "Ain't Nothin' To It" (3:56)
6. "The Man They Love To Hate" (4:22)
7. "Pin Up" (2:46)
8. "It Only Takes Two To Tango" (3:37)
9. "Golden Brown" (3:28)
10. "How To Find True Love And Happiness In The Present Day" (3:04)
11. "La Folie" (6:04)
-2001 CD edition bonus tracks-
12. "Cruel Garden" (2:14)
13. "Cocktail Nubiles" (7:09)
14. "Vietnamerica" (4:11)
15. "Love 30" (3:58)
16. "You Hold The Key To My Love In Your Hands" (2:39)
17. "Strange Little Girl" (2:40)
The Stranglers
Hugh Cornwell - Guitarra y voz.
Jean Jacques Burnel - Bajo y coros.
Dave Greenfield - Órgano, sintetizador y coros.
Jet Black - Batería y percusión.
- Datos: Q3209070